# Kazimieras Vytautas Kryževičius
Kazimieras Vytautas Kryževičius (* 21. November 1930 in Endriejavas, Rajongemeinde Klaipėda; †  12. September 2004 in Kaunas) war ein litauischer Politiker.

## Leben
Nach dem Abitur in Rietavas studierte er von 1949 bis 1951 und von 1962 bis 1964 an der Lietuvos veterinarijos akademija. Als Mitglied der Lietuvos laisvės kovos sąjūdis wurde er wegen antisowjetischer Tätigkeit verurteilt und gelangte nach Inta, Sowjetrepublik der Komi. Er arbeitete im Steinkohlen-Abbau. Nach 6 Jahren wurde er amnestiert. 25 Jahre arbeitete er in Kaunas, im Betrieb Dirbtinio pluošto gamykla als Arbeiter und danach als Technologe. Von 1992 bis 2000 war er Mitglied im Seimas.
Ab 1989 war er Mitglied und stellvertretender Vorsitzender von Lietuvos krikščionių demokratų partija sowie Ratsmitglied von Politinių kalinių ir tremtinių bendrija.
Mit seiner Frau Elena hatte er zwei Kinder.
Sein Grab befindet sich in Kaunas, Friedhof Petrašiūnai.